# Сорабістика
Сорабістика (н.-луж. і в.-луж. Sorabistika) — наука про історію, мову, літературу та культуру лужичан (лужицьких сербів). Вивчення сорабістичних дисциплін включено до навчальних програм ряду європейських університетів — у Лейпцизі, Празі, Львові, Варшаві тощо.

## Сорабістика в Україні
Впродовж багатьох десятиліть центром сорабістики в Україні є Львів. У Львівському університеті міжнародні сорабістичні семінари регулярно організовуються з 1984 року. Друкованим органом львівських сорабістів є науковий збірник «Питання сорабістики = Prašenja sorabistiki» (спільне видання Львівського національного університету імені Івана Франка і Сербського Інституту в Будишині (Німеччина).
Серед українських сорабістів відомі, зокрема, К. К. Трофимович (автор понад 150 праць, пов'язаних з сорабістикою), А. О. Івченко, Я. І. Кравець та інші.

## Сорабістика в інших країнах
В Німеччині діють Серболужицький інститут (Будишин) і Інститут сорабістики Лейпцизькому університеті. Перший з них видає журнал «Lětopis».
Першим чеським сорабістом був письменник і етнограф Адольф Черни. З 1901 року сорабістичні дисципліни почали викладати у Карловому університеті (Прага). У 1933 році в ньому було створено кафедру сорабістики, яку, щоправда, з часом було закрито. Першим чеським професором сорабістики був мовознавець і історик літератури Йозеф Пата. Сьогодні (2018) сорабістику в Чехії викладають на кафедрі слов'янознавства Карлового університету. Крім того, в Чехії з 1907 року діє Товариство друзів Лужиці, яке видає журнал «Чесько-лужицький вісник» й має найбільшу за межами Лужиці бібліотеку лужицької літератури.